# ドルトムント市電GT8形電車
ドルトムント市電GT8形電車（ドルトムントしでんGT8がたでんしゃ）は、ドイツ（旧：西ドイツ）の都市・ドルトムントの路面電車（ドルトムント市電）でかつて使用されていた3車体連接式電車である。廃車後に一部車両が日本の路面電車事業者である広島電鉄へ譲渡されており、そのうち1両は2020年現在も日本で保存されている。

## 導入までの経緯
ドイツ（旧：西ドイツ）の大都市・ドルトムントを走るドルトムント市電には、1950年代以降デュワグで製造された大型ボギー車（デュワグカー）が6両（1952年 - 1953年製）、クレーデ（Credé）製の同型付随車が6両（1958年製）導入され、更に1956年からはハンザ車両工場（Hansa-Waggonbau）が手掛けるフローティング車体を有する3車体連接車の導入が行われていた。だが、これらは全て車体片側にのみ乗降扉が設置された片方向形の車両であり、後述の線形条件や第二次世界大戦以前に導入された旧型電車の老朽化、そして1960年に実施された当局による制動装置の規制強化に対応するため、乗降扉が車体両側面に存在し、かつ大容量の車両が求められるようになった。そこで導入が決定したのがGT8形で、形式名は「8つの車軸を有する連接式電動車（GelenkTriebwagen）」と言う意味を持つ。

## 概要

### 構造
GT8形は両運転台の3車体連接車で、前後車体には2枚折戸式、扉幅1,600 mmの乗降扉が2箇所づつ設置されており、車掌の業務が行われていた時代には前方車体の扉を運転士が、後方車体の扉を車掌が操作していた。急カーブでの車体のはみ出しを抑えるため運転台部分は車幅が狭められており、従来のボギー車で禁止されていた複線区間でのすれ違いが可能となった。運転席と客室は高さ75 cmの腰板によって仕切られており、車内照明の正面ガラスへの反射を防ぐためのカーテンも設置されていた。側窓は上部が内側に開閉し、それ以外の部分は固定式となっていた。
車内には1人・2人掛けのクロスシートが設置されており、合成樹脂製の座席は木目調の外見を有していた。つり革は設置されていなかったが、代わりに車内各部に握り棒を兼ねたパイプが設置されていた。空調装置は存在せず、夏季は窓からの自然換気が行われた一方、冬季は抵抗器の熱を暖房に利用していた。床上高さは880 mmであったが、運転席付近は乗降扉付近のステップ数を減らすため190 mm低くなっていた。
台車は前後に主電動機（65 kw）を2基設置した動力台車、連接部に付随台車が配置され、ディスクブレーキや電気機器の有無を除き同じ構造を用いた。双方とも軸受やボルスタが車輪の内側に存在するインサイドフレーム式で、ボルスタばねはコイルばね、軸ばねはシェブロンゴムが用いられ、軸受にモーターベアリングが使われた他、車輪も防振ゴムを挟んだ弾性車輪であり、騒音や振動の減少が図られた。
主電動機からの動力伝達は後述のように吊り掛け駆動方式が用いられたが、歯車に傘歯車を用いる事で走行時の騒音が減少した。主制御器はカム軸を用いた多段式直接制御方式で、加速時のノッチ数は直列11ノッチ、並列8ノッチ、弱め界磁2ノッチ、減速時は19ノッチとなっていた。運転席からの加減速はハンドルを用いて行われ、時計回りに回すと力行、反時計回りは制動であった。抵抗器はボビン式で、屋根上と車内座席横に設置されており、夏季は前者、冬季は後者が使われた。
制動装置は基本的に発電ブレーキを用いた他、補助用として空気ブレーキ、非常用に電磁吸着ブレーキや手ブレーキを搭載していた。ブレーキ弁は床面にあるペダルで、右足で踏む構造となっていた。

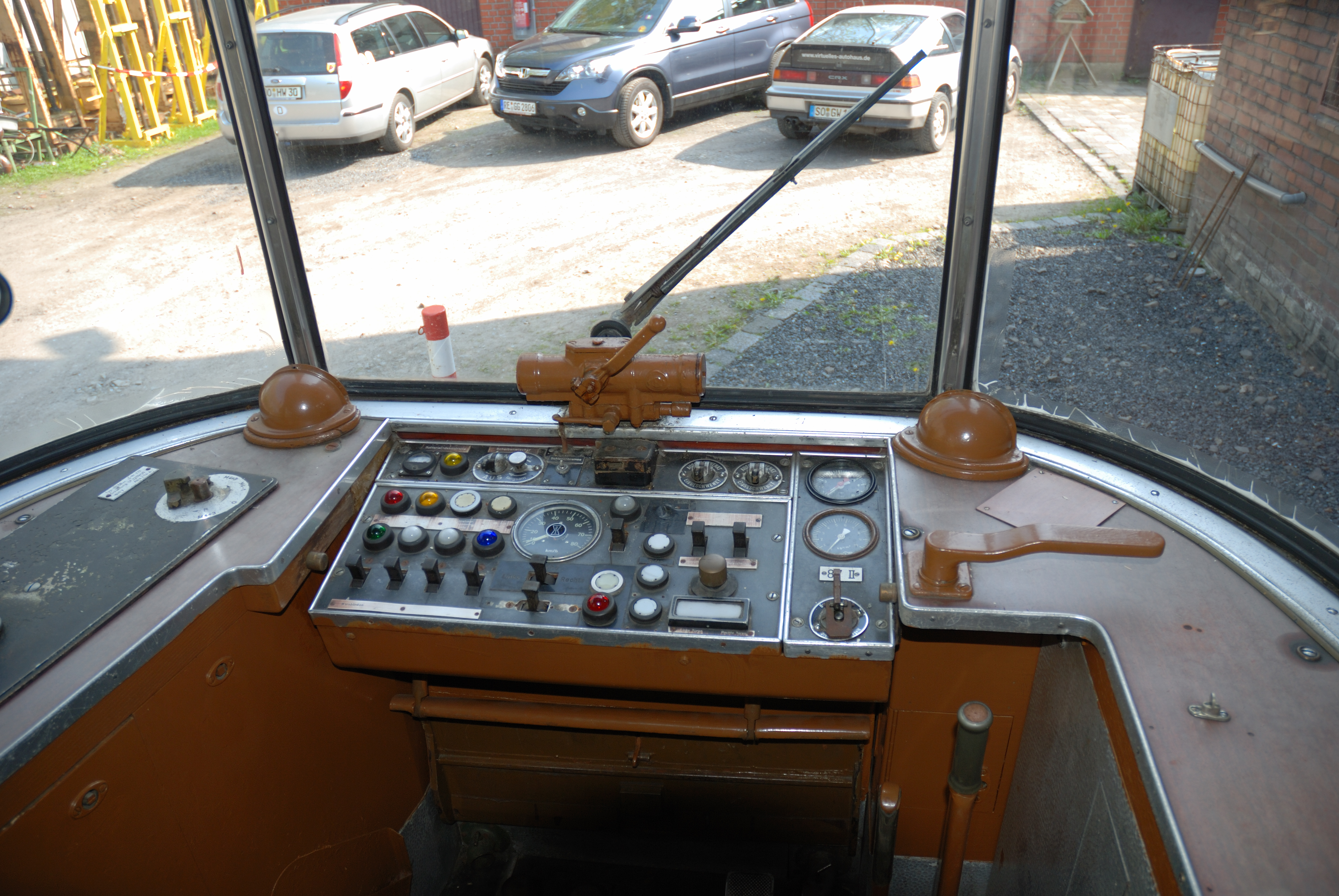
運転台
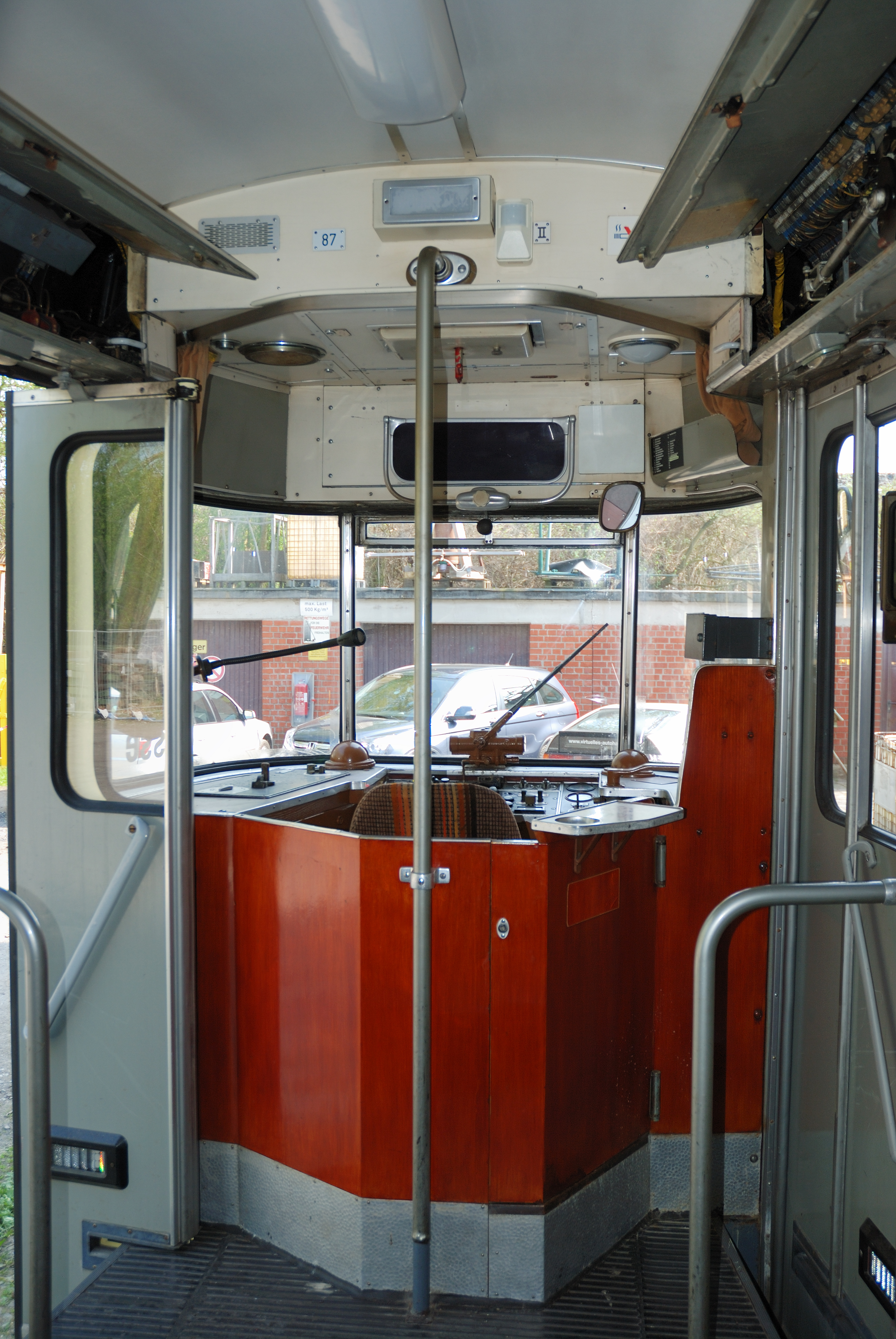
運転台と客室の間は仕切りで区切られていた
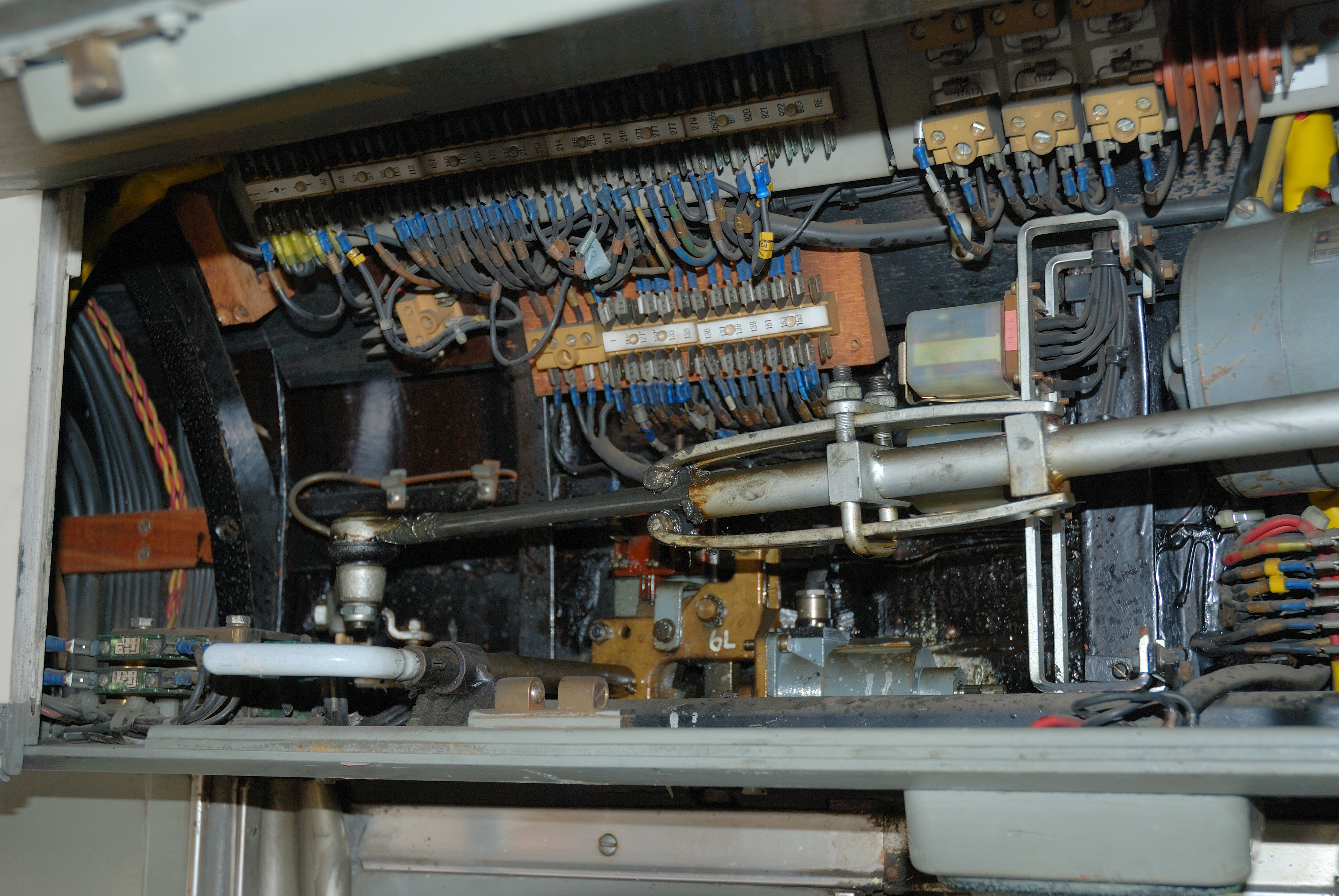
電気機器

### 他都市のデュワグカーとの違い
ドルトムント市電に導入されたGT8は、市電の線形を始めとする条件から、他都市に導入されたデュワグ製の路面電車と以下のような差異が存在した。これらの特徴は、後に日本の広島電鉄がGT8形の輸入を決定する大きな要因となった。
- 両運転台・両方向形 - 東西分割時代を含め、ドイツの路面電車の多くは終端に方向転換用のループ線が設置されているため、使用されている車両の運転台は片側のみに設置され、乗降扉も右側面に存在した。だが、GT8形の導入が始まった1950年代のドルトムント市電は路線の終端の大半にループ線が存在せず、線路や電停のプラットホームも左右の歩道寄りに設置されていた。そのため、GT8形は前後車体に運転台が設置され、乗降扉も両側面に存在した[1]。
- 制御方式 - デュワグが展開した路面電車車両（デュワグカー）の多くは傘歯車を用いた直角カルダン駆動方式が用いられた一方、ドルトムント市電に導入されたGT8形は信頼性の高さという理由から旧来の吊り掛け駆動方式が採用された[2][12]。

## 運用
翌年の制動装置に関する規制強化を控え、1959年に最初の車両となる1次車41両（41 - 81）が製造された。そのうち20両（41 - 60）についてはデュワグの生産能力では発注分に対応出来なかったため、ブレーメンのハンザ車両製造によるライセンス生産が実施された。これらの車両はデュワグ製の車両と互換性を有していたが、木製の窓枠を使用するなど僅かな違いがあった。
続いて1966年には2次車となる25両（16 - 40）がデュワグで製造され、2軸車の更なる置き換えが実施された。これらの車両は運転台のボタンがトグルスイッチに変更された他、車掌業務を廃止し運転士に集約したワンマン運転に備えるため運転台から全ての扉が操作可能となり、無線システムも増設された。その後、1969年からは改札や運賃の授受を乗客自身が行う信用乗車方式が導入された事から従来の車両に対しても対応工事が実施された他、同年に製造された3次車10両（6 - 15、1974年以降は82 - 91）は導入当初から信用乗車方式に対応していた。そして、1974年に4次車となる15両（1 - 15、6 - 15は2代目）の製造をもって、ドルトムント市電のGT8形・計91両の導入が完了し、同時に2軸車は営業運転を終了した。
従来のボギー車による連結運転とは異なり車内の往来が可能な連接車であるGT8形はドルトムント市電の最大勢力として各地の系統で活躍した。その間にはパンタグラフ数の減少や昇降装置の電気式への交換、方向幕の行先・系統表示の変更などの幾つかの変更が施された。また、登場時の塗装はベージュや茶色を基調としていたが、その後は塗装の簡略化が行われ、1970年代以降は幾つかの試験塗装を経て白色を基調に車体上下を赤色に塗った新塗装に変更された他、広告塗装も多数見られるようになった。
その後、地下化・高規格化（シュタットバーン化）計画の進展に伴いコスト面を考慮した結果、ドルトムント市電にはシュタットバーンに適した新型車両（N8C形）の導入を実施し、GT8形は順次置き換えられる事が決定した。各系統からの撤退は1979年から始まり、翌1980年に初の廃車が発生した。1983年にシュタットバーン化が行われて以降GT8形の運行範囲は縮小し、1990年代以降は更に置き換えが進んだ事で、1999年の時点でドルトムントに残存し定期運転に使用されていたのは4次車2両（5、13）のみとなっていた。
そのうち5は2002年に営業運転を終了し博物館に保存される予定だったが、2001年3月に発生した飲酒運転の自動車との衝突事故によって損傷し、運転を離脱した。これに伴い残された13も早期に営業運転を終了する事となり、2001年4月30日のさよなら運転をもって、ドルトムントにおけるGT8は全廃した。以降は車庫に保管されていたが、2010年6月に民間企業へ売却され、2018年までカフェとして使用された後、同年以降はドルトムント交通博物館（Nahverkehrsmuseum Dortmund）で静態保存されている。

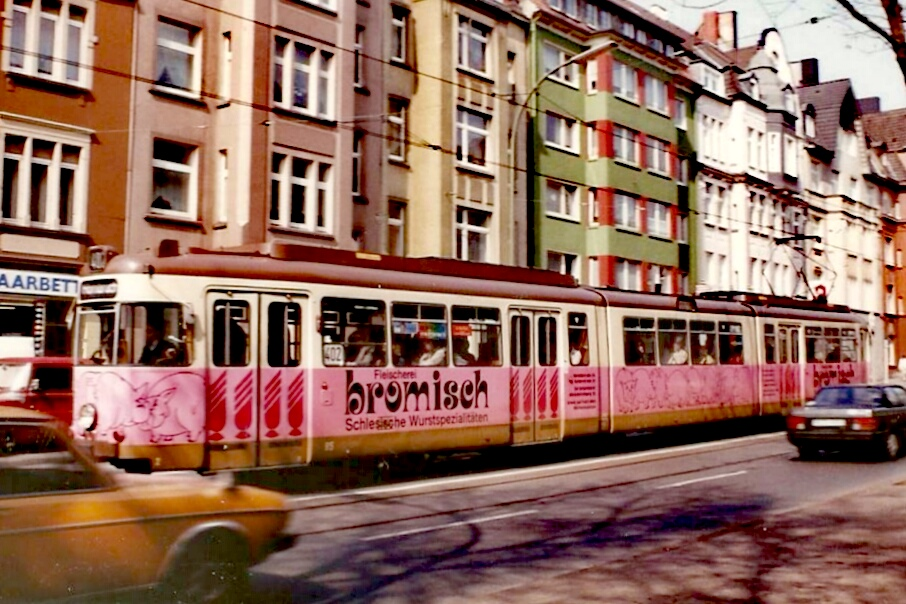
広告塗装（1992年撮影）
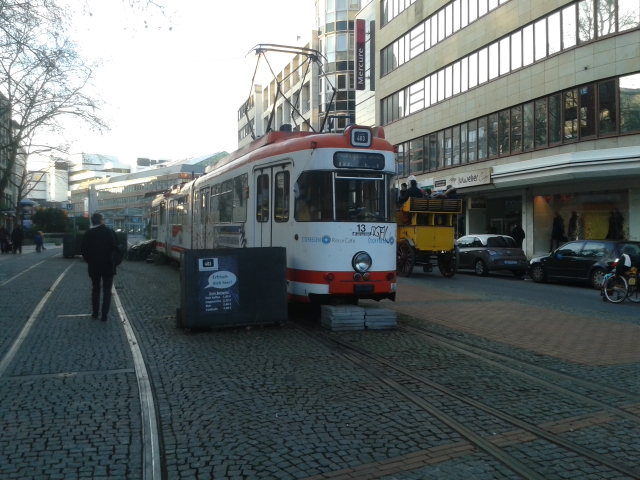
廃車後にカフェへ転用されていた13（2014年撮影）
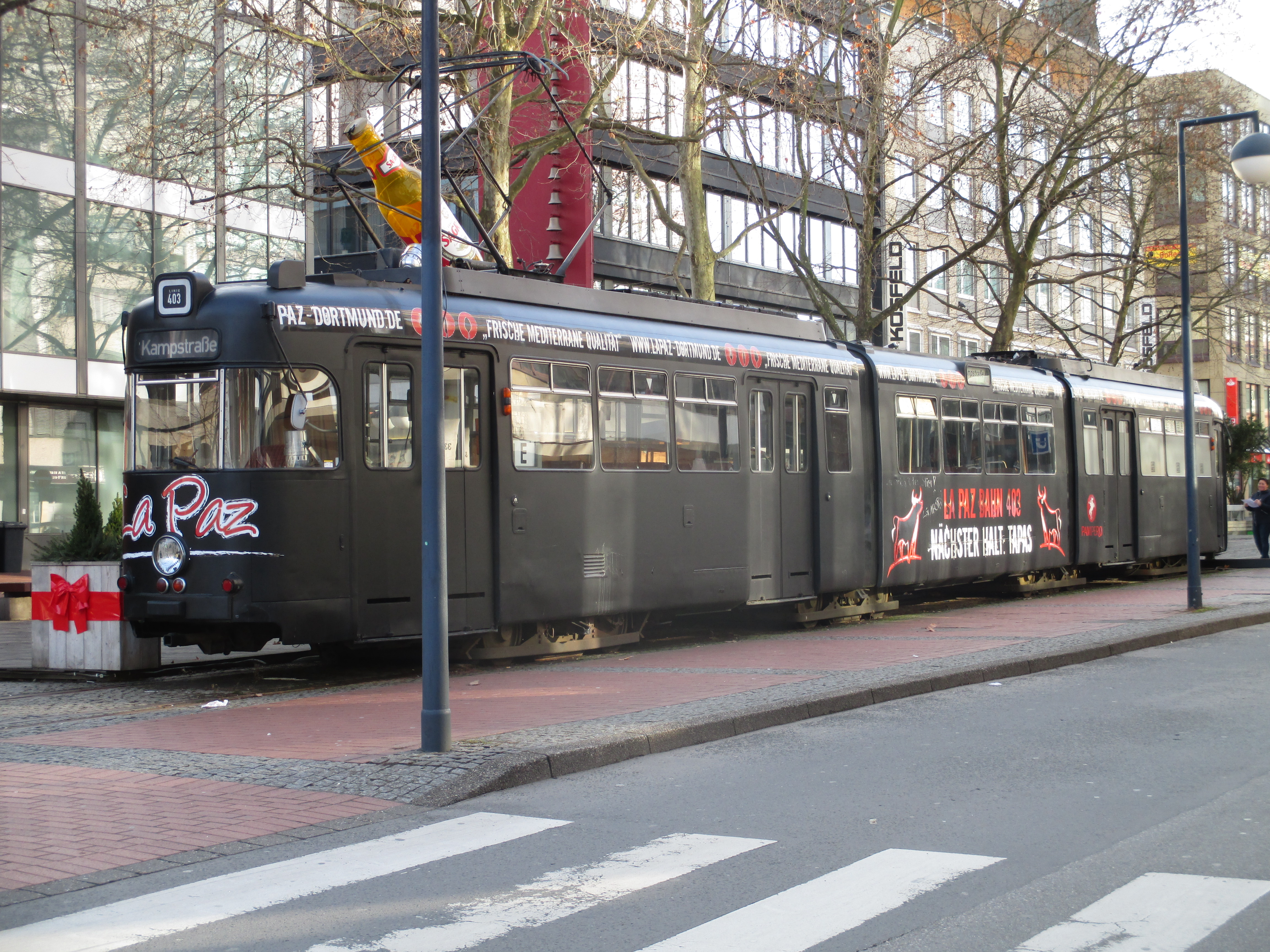
黒を基調とした塗装に塗り替えられた13（2017年撮影）
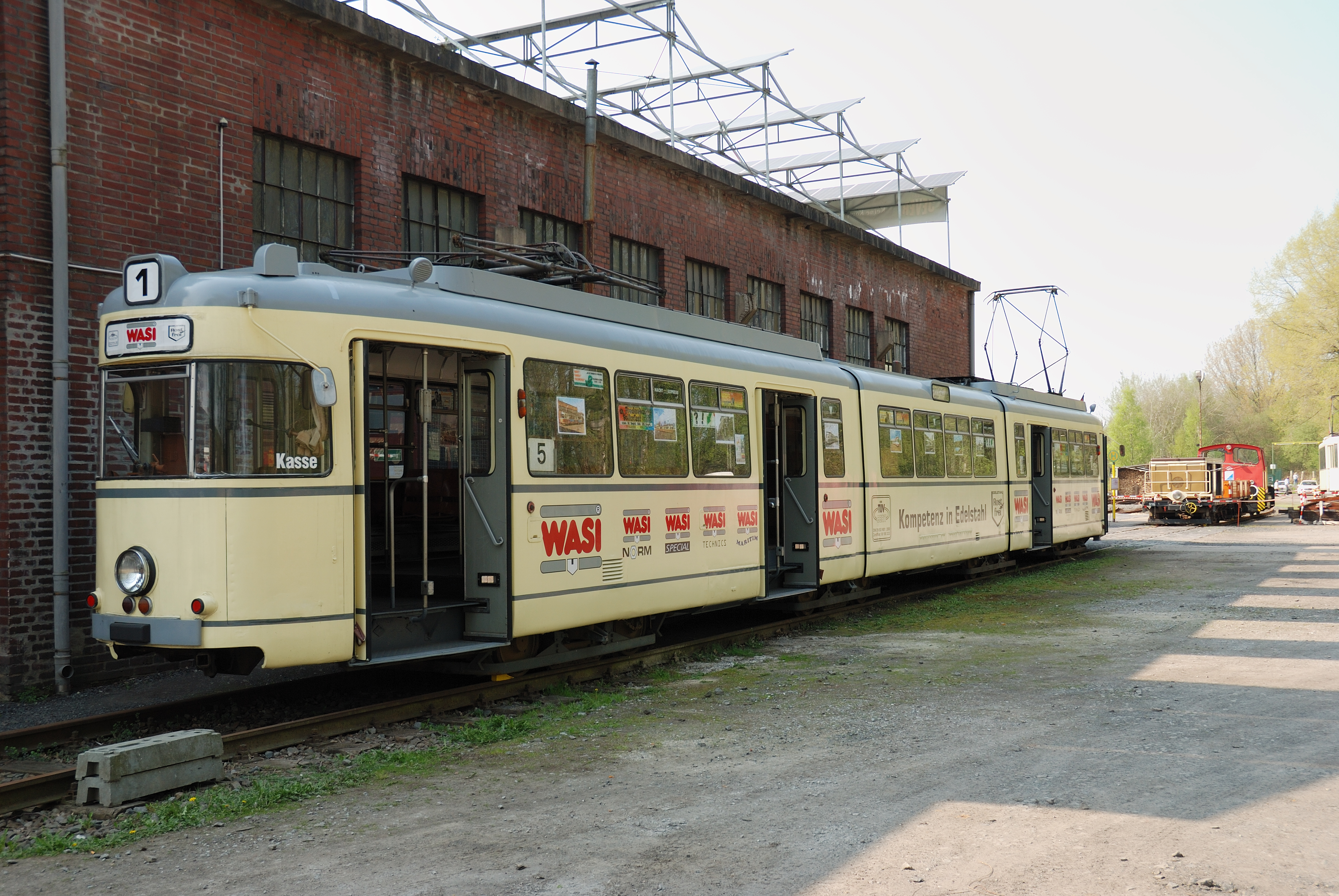
ドルトムント交通博物館で静態保存されている87（←11）（2009年撮影）

## 譲渡
ドルトムント市電で廃車されたGT8形の一部はドイツ国内外の都市の路面電車へ譲渡されたが、2010年の時点で全車両とも再度廃車されており、日本の広島電鉄へ譲渡された1両を除き全て解体されている。

### カールスルーエ
1981年に廃車となった車両のうち10両は、当時輸送力不足が課題となっていたカールスルーエの路面電車（カールスルーエ市電）へ譲渡された。5両はループ線が存在しない系統で両運転台車両として使用された一方、残りの5両は予備車として用いられ、一方の運転台のみが使われた。使用は短期間に終わり、1985年から1986年の間に運行を離脱、その後解体されたが、うち1両は火災により車両不足となったヴッパータールの路面電車へ譲渡された。

### ヴッパータール

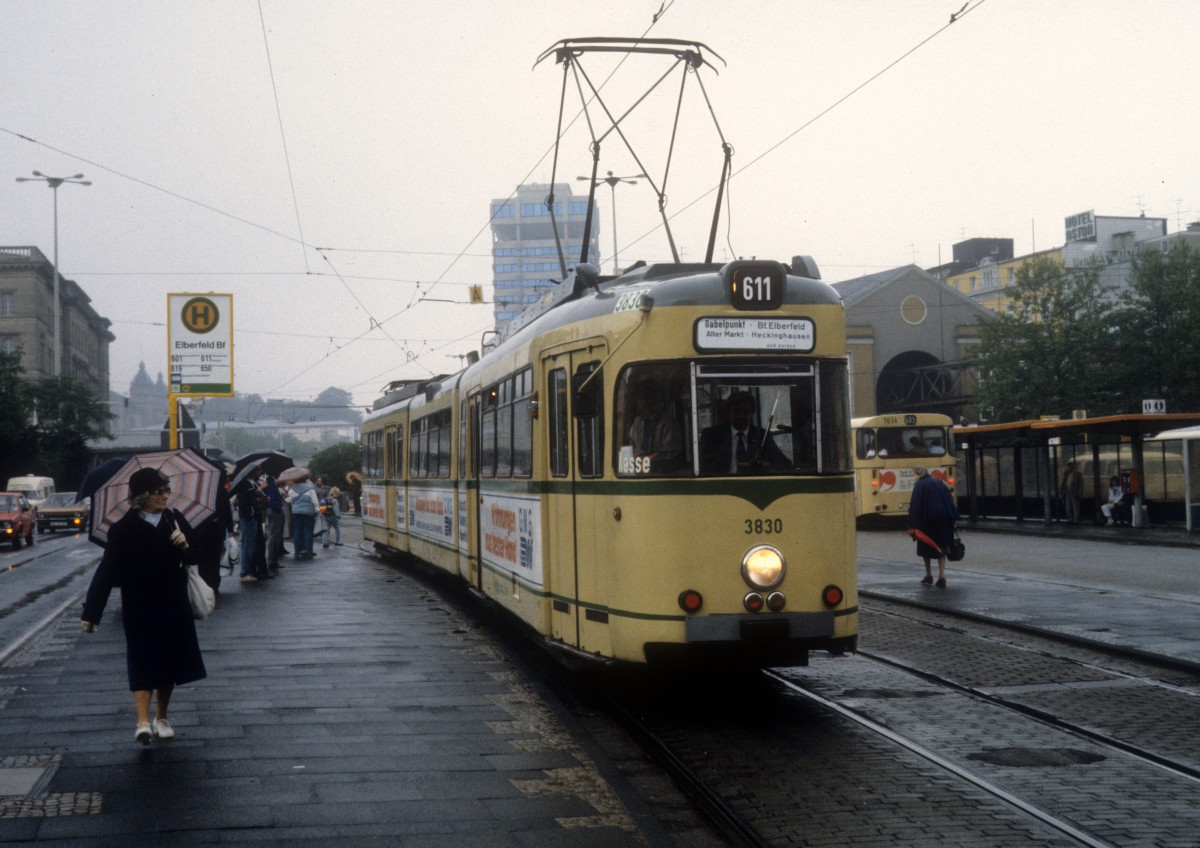
ヴッパータール市電（1987年撮影）

ドイツの都市・ヴッパータールにはかつて路面電車（ヴッパータール市電）が存在したが、その最後の車両として使用されたのはドルトムント市電から譲渡されたGT8であった。段階的な廃止が始まった1982年11月に譲渡され、1985年には前述の通りカールスルーエからの再譲渡車1両を導入したが、1987年をもってヴッパータール市電は全線が廃止された。車両はオーストリア・グラーツへの再譲渡が検討されていたが、車体幅の関係で中止となり、最終的に全車解体された。

### 広島

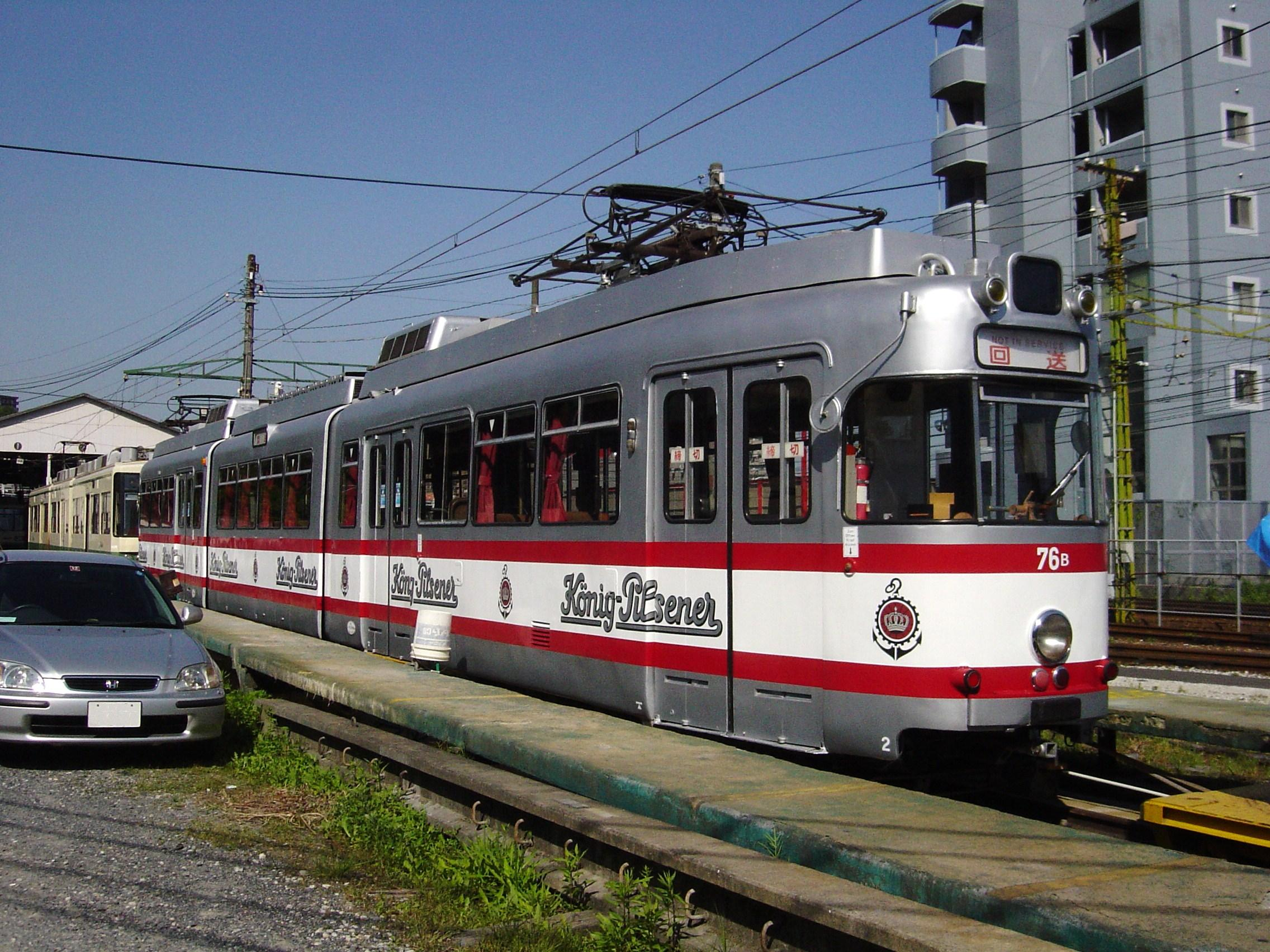
広島電鉄（76、2004年撮影）

1970年代から1980年代にかけて日本各地の路面電車車両を購入していた広島県広島市の路面電車である広島電鉄は、輸送力増強の一環として路線条件に適したGT8形を2両購入する契約を1981年6月に結んだ。ドルトムント市からハンブルク港、神戸港を経由した後、同年9月に広島へ到着し、冷房化や車掌台の設置、制動装置の操作方法の変更など各種改造が行われたが、内外からの要望に基づきドルトムント市電での使用時の原型を極力残す形で実施された。車両番号については「76」はドルトムント市電の番号がそのまま維持された一方、「80」は広島電鉄での使用にあたり「77」に変更された。
1982年11月18日から営業運転を開始したが、振動が多発した事から早期に定期運用から撤退し、以降はイベント用車両として使用された。その後77は廃車・解体された一方、76は2012年に除籍された後、広島電鉄開業100周年記念としてレストラン「トランヴェール・エクスプレス」に転用され、閉店後は後述の通りアウトレットモールのアトラクション施設として使用されている。

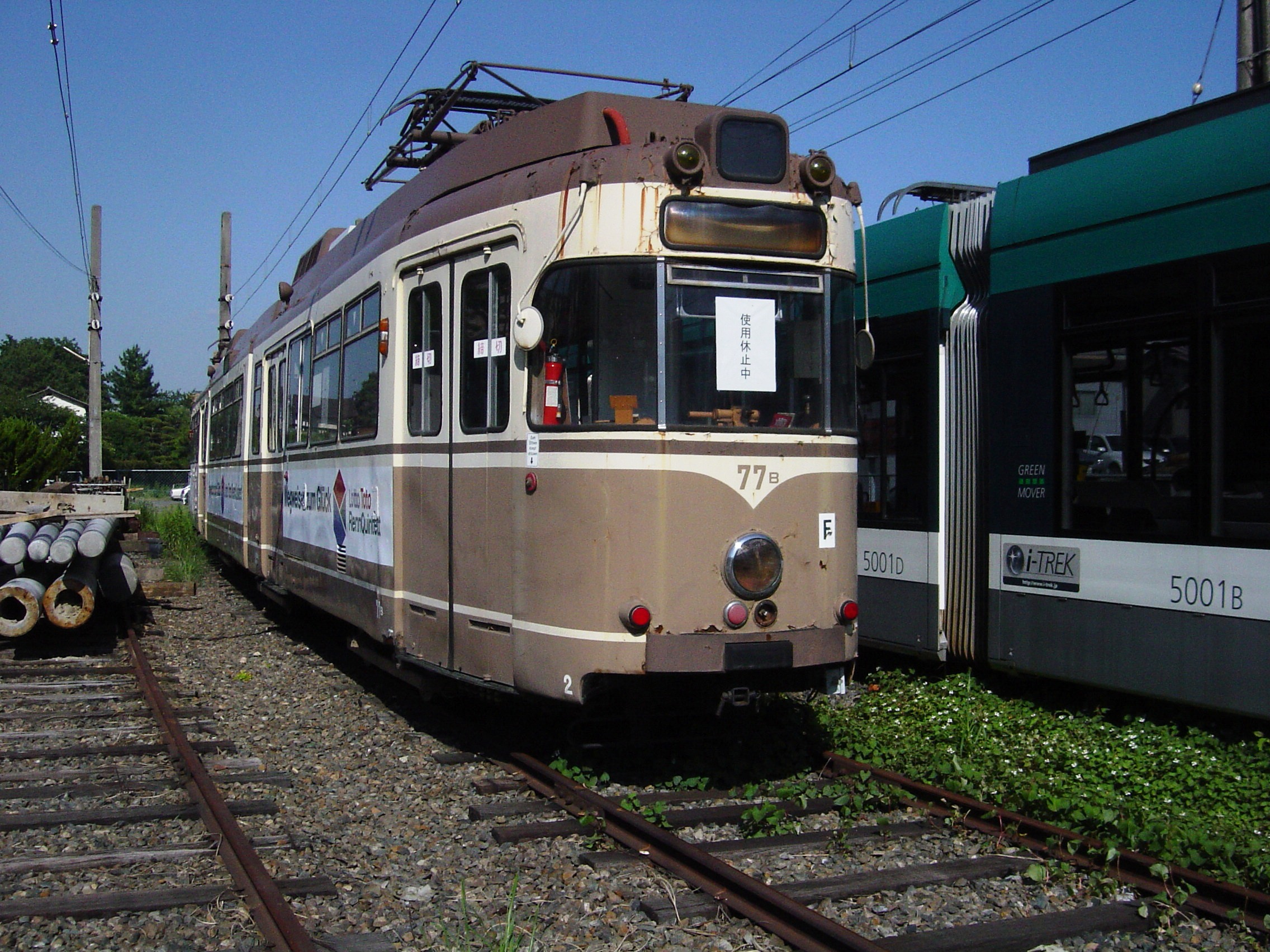
廃車後の77（2004年撮影）
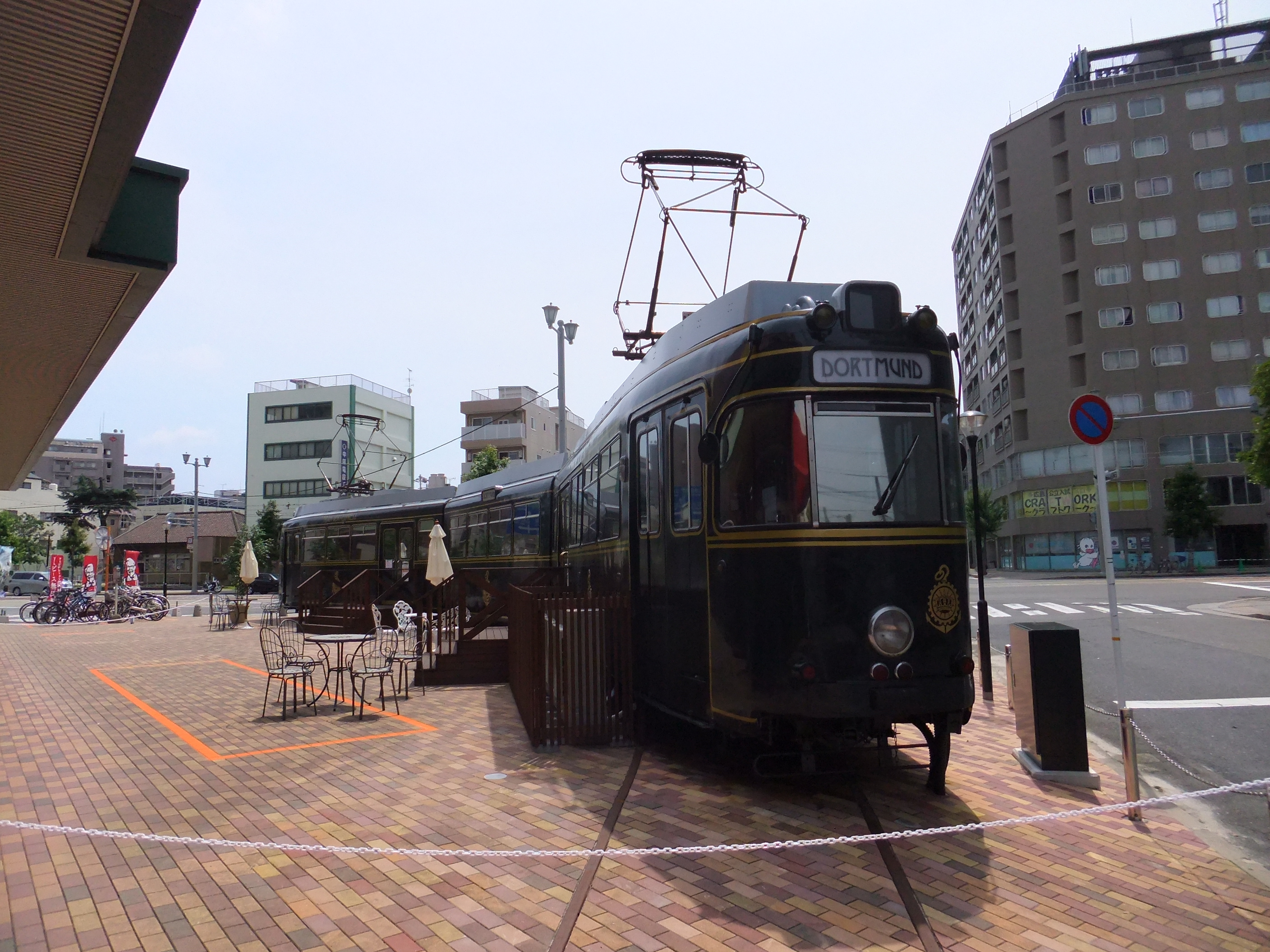
「トランヴェール・エクスプレス」として使用されていた76（2012年撮影）
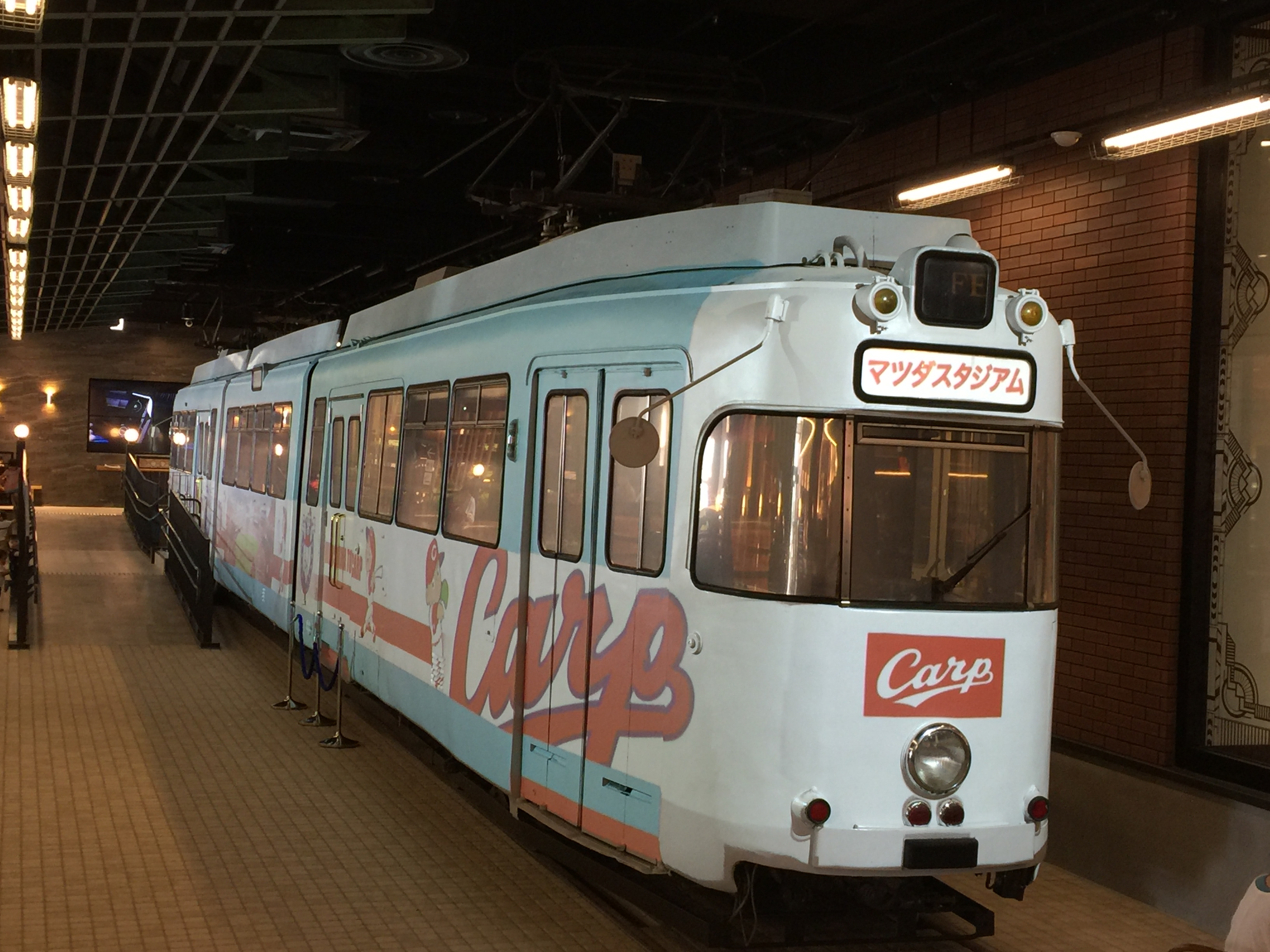
アトラクション施設として利用されている76（2020年撮影）

### レシツァ

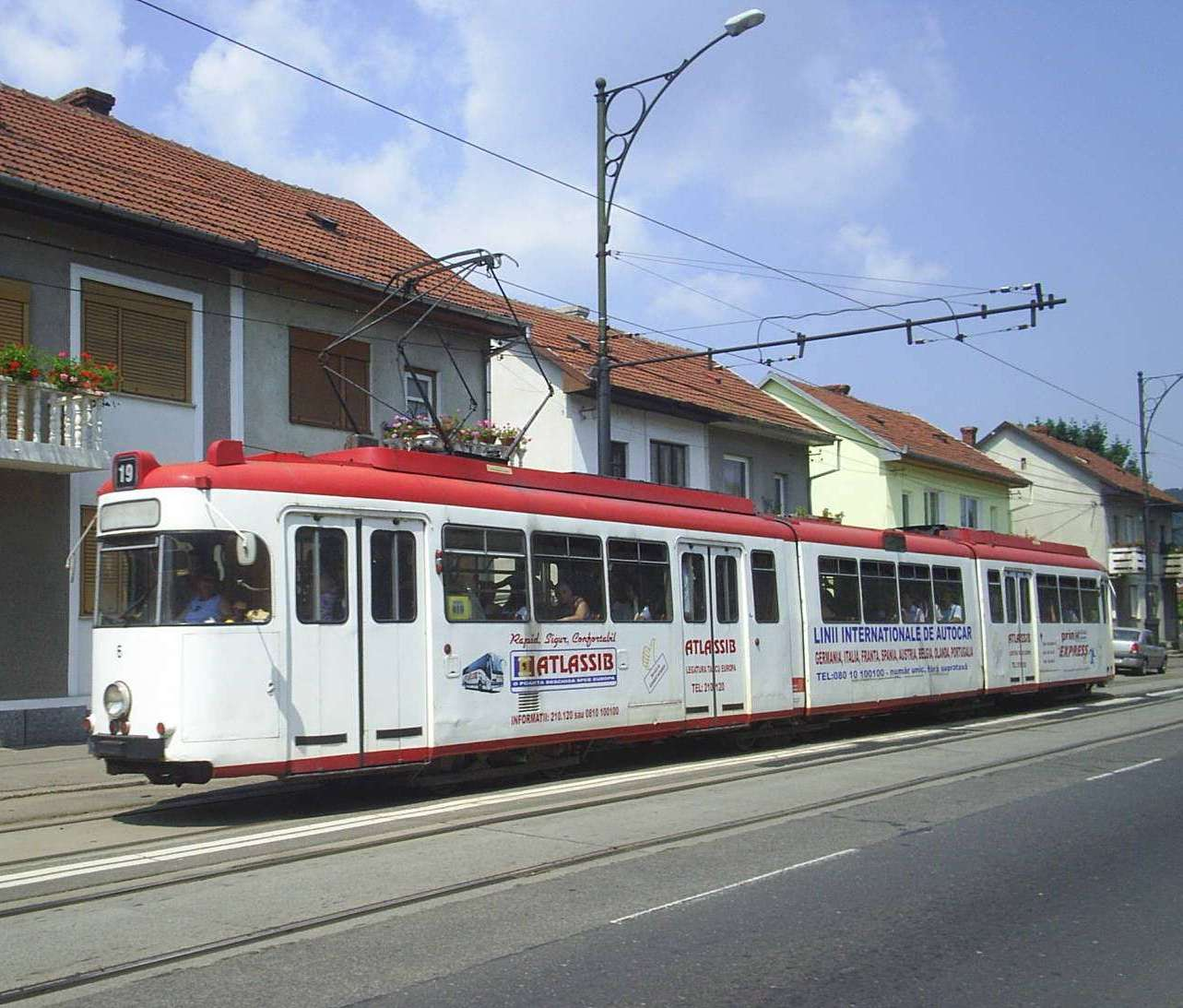
レシツァ市電（1997年撮影）

ルーマニアの都市・レシツァの路面電車（レシツァ市電）には1996年と2000年に3次車（1969年製）および4次車（1974年製）の合計21両が譲渡されたが、2011年に路線自体が廃止となり、車両は全車解体された。

## 保存
2020年現在、以下の3両が静態保存されている。
- 13 - 最後までドルトムント市電で使用されたGT8形で、ドルトムント交通博物館に保存。塗装はレストラン時代の黒色が維持されている。詳細は前述を参照[4]。
- 76 - 1959年製。広島電鉄に譲渡された車両の1両で、2020年現在はアウトレットモールのジ・アウトレット広島でプロジェクションマッピングを用いたアトラクション施設「ワープする路面電車」として保存されている[4][18]。
- 87 - 1969年製。当初は「11」という車両番号だったが1974年に現在の番号に変更された。1990年代に廃車後はヴッパータールで静態保存されていたが、GT8の登場50周年に合わせた2009年4月にドルトムント交通博物館に再譲渡された[4]。